# Station Radlin Obszary
Station Radlin Obszary is een spoorwegstation in de Poolse plaats Radlin.